# 트와일라잇 그래픽 노블
트와일라잇 그래픽 노블(Twilight: The Graphic Novel)은 스테프니 메이어의 연작 소설 트와일라잇의 그래픽 노블이다.